# Awos
Awos (russisch Авось, jap. Aboshi), auch Avos, ist eine Gruppe von Felsinseln in der Nordgruppe der Kurilen. Sie gehören administrativ zum Rajon Sewero-Kurilsk in der russischen Oblast Sachalin. Die Eilande liegen 20 km südwestlich von Makanruschi im Ochotskischen Meer. Die Felseninselgruppe wurde nach der russischen Korvette Awos benannt.
Die Felsen stellen das Überbleibsel eines Stratovulkan-Kegels dar, der durch einen Tsunami weggespült wurde.
Der höchste Fels Skala ragt 35 m über den Meeresspiegel heraus. Unter dem Wasser ist er mit vier weiteren Felsinseln verbunden, die Höhen von 7,2 bis 15 m erreichen, sowie mit dem 300 m entfernten Felsen Chokake und einem in nordöstlich davon gelegenen seichten Riff.
Auf den Felsen lassen sich Stellersche Seelöwen, Kormorane, Lummen und Seemöwen beobachten.